# Trevor Wood
Trevor John Wood (ur. 3 marca 1968 w Saint Helier) – północnoirlandzki piłkarz występujący na pozycji bramkarza.
Jako zawodnik Port Vale rozegrał 35 spotkań w Division Two. Wraz z St. Patrick’s Athletic zdobył dwukrotnie mistrzostwo Irlandii (1998, 1999).
W reprezentacji Irlandii Północnej wystąpił jeden raz, 11 października 1995 w wygranym 4:0 meczu el. do ME 1996 z Liechtensteinem.